# Uruzgan
Uruzgan of Uruzgān, vaak ook geschreven als Oeroezgan, (Perzisch en Pasjtoe: اروزگان) is een van de 34 provincies van Afghanistan. Uruzgan bevindt zich in het midden van het land. De provinciehoofdstad is Tarin Kowt. Tot 28 maart 2004 maakte de noordelijke buurprovincie Dāykundī deel uit van Uruzgan. Uruzgan ligt ten noorden van de provincie Kandahār.

## Geografie
Uruzgan is gelegen in de zuidwestelijke uitlopers van het Hindoekoesj-gebergte (Hendu Kosh). Van zuidwest naar noordoost, over een afstand van hemelsbreed een kleine tweehonderd kilometer, stijgt het terrein van ongeveer duizend tot meer dan drieduizend meter hoogte. Door deze ligging zijn de plaatselijke klimaatverschillen vrij groot. Gemiddeld is het een erg droge omgeving met tropische zomers en gematigde winters. Zes maanden per jaar regent het er niet of nauwelijks. Op jaarbasis is er zo'n 250 mm neerslag.

## Bevolking
Uruzgan wordt bewoond door leden van verschillende stammen: de Popolzai, de Barakzai, de Achekzai, de Usmanzai, de Kakal, de Tokhi, de Hotak, de Babozai, de Hazara en de Noorzai. Verder zijn er enige dorpen bewoond door Arabische Sayyed, waarvan wordt gezegd dat het directe afstammelingen zijn van Mohammed, waardoor ze een eerbiedwaardige status bekleden. Een laatste stam in het gebied, de enige nomadische stam, zijn de Kutchi's. De bevolking in het land spreekt hier Uruzgays.

## Economie
De provincie staat bekend om de goede amandelen die er geteeld worden. Zeer belangrijk is ook de, illegale, papaverteelt ten dienste van de productie van opium. Deze teelt vindt vooral plaats in het (noord)oosten van de provincie.

## Wederopbouw en bestuur
Begin 2006 had het Amerikaanse leger een Provinciaal Reconstructie Team aanwezig in Hendu Kosh, gericht op de wederopbouw van de provincie na jaren gewapende strijd. Dit team werd in 2006 afgelost door troepen van de NAVO. Het Nederlandse leger bevond zich van augustus 2006 tot augustus 2010 namens de NAVO in Uruzgan, onder de noemer Task Force Uruzgan. Dit gebeurde onder de vlag van de ISAF. Het Nederlandse detachement opereerde vanuit de hoofdstad Tarin Kowt en de plaats Deh Rawod. De Tweede Kamer besloot in december 2007 tot verlenging van de missie in licht afgeslankte vorm (circa 1400 militairen) tot in de zomer van 2010. Na dat besluit nam het aantal in Uruzgan aanwezige Nederlandse militairen echter alleen maar toe.
Op 18 maart 2006 werd Maulavi Abdul Hakim Munib door president Hamid Karzai benoemd tot gouverneur van de provincie, als opvolger van Jan Mohammed Khan. De vervanging van de gouverneur was een voorwaarde van de Nederlandse regering om het provinciaal reconstructieteam te sturen. Munib heeft in de jaren negentig onder het Taliban-regime verscheidene ministersposten bekleed.
Op 12 september 2006 benoemde president Karzai Assadullah Hamdam tot gouverneur van Uruzgan als opvolger van Munib. Hamdam is een Pashtun en afkomstig uit de provincie Zābul. Hij is ingenieur en voormalig legerinstructeur.
Mullah Omar, de in 2013 overleden leider van de Taliban, zou zijn geboren in Uruzgan. Volgens de Pakistaanse journalist Ahmed Rashid, en ook andere bronnen, werd hij echter geboren als zoon van een boer in Nodeh, in de buurt van Kandahār, en dus niet in Uruzgan.

## Bestuurlijke indeling
De provincie Uruzgan is ingedeeld in zes districten (woluswali):
- Chora
- Deh Rawod
- Gizab
- Khas Uruzgan
- Shahidi Hassas
- Tarin Kowt (Tarin Kot)

Badakhshān · Bādghīs · Baghlān · Balkh · Bāmyān · Dāykundī · Farāh · Fāryāb · Ghaznī · Ghōr · Helmand · Herāt · Jowzjān · Kābul · Kandahār · Kāpīsā · Khōst · Kunar · Kunduz · Laghmān · Lōgar · Nangarhār · Nīmrōz · Nūristān · Paktiyā · Paktīkā · Panjshayr · Parwān · Samangān · Sar-e Pul · Takhār · Uruzgān · Wardak · Zābul